# Herbert Zimmermann (komentator sportowy)
Herbert Zimmermann (ur. 29 listopada 1917 w Alsdorfie, zm. 16 grudnia 1966 w Hamburgu) – niemiecki dziennikarz radiowy, komentator sportowy, żołnierz Wehrmachtu. Największą popularność zyskał dzięki komentowaniu finałowego meczu mistrzostw świata 1954 zwanego „Cudem w Bernie”, pomiędzy Niemcami a faworyzowanymi Węgrami.

## Lata przedwojenne
Ukończył szkołę średnią we Fryburgu Bryzgowijskim. Następnie odbył staż w jednej z niemieckich gazet. W 1939 miał również za sobą dwa lata służby w pułku pancernym w Wehrmachtu.

## Służba wojskowa w czasie II wojny światowej
W czasie II wojny światowej był oficerem i dowódcą czołgu podczas kampanii zachodniej w 1940 roku oraz podczas ataku Niemiec na ZSRR. Służył w 101, 22, 27 Dywizji Pancernej oraz w 14 Dywizji Pancernej w 1944.
Brał udział m.in. w bitwie białostocko-mińskiej i oblężeniu Sewastopola. Dosłużył się stopnia majora. Został odznaczony m.in. Żelaznym Krzyżem I i II klasy (1941) i Srebrną Odznaką Ran (1942), a 5 kwietnia 1945 Krzyżem Rycerskim.

## Komentator sportowy
Po wojnie rozpoczął pracę spikera sportowego w należącym do ARD, Nordwestdeutscher Rundfunk (NWDR) w Hamburgu. Jego pierwszymi wielkimi imprezami sportowymi były Letnie Igrzyska Olimpijskie w Londynie w 1948. W 1950 komentował swój pierwszy mecz międzypaństwowy piłkarski.

## Mecz Niemcy – Węgry
Herbert Zimmermann zyskał popularność dzięki relacjonowaniu meczów mistrzostw świata 1954, a w szczególności finału: Niemcy – Węgry.
Powszechnie znany w Niemczech do dziś jest komentarz do gola strzelonego w 84. minucie przez Helmuta Rahna, dającego prowadzenie Niemcom 3-2: Schäfer nach innen geflankt... Kopfball... Abgewehrt. Aus dem Hintergrund müßte Rahn schießen... Rahn schießt! Tor! Tor! Tor! Tor! Tor für Deutschland! Drei zu zwei führt Deutschland. Halten Sie mich für verrückt, halten Sie mich für übergeschnappt! (Schäfer otoczony w środku… Główka… Czysto. Rahn powinien strzelać… Rahn strzela! Gol! Gol! Gol! Gol! Gol dla Niemców! Niemcy prowadzą 3-2. Jestem szalony! Jestem szczęśliwy!).
Zasłynął też innym komentarzem, gdy w 24. minucie niemiecki bramkarz Toni Turek odbił “strzał nie do obrony” węgierskiej gwiazdy, Zoltana Czibora. Wtedy Zimmermann krzyknął do mikrofonu: Toni du bist ein Teufelskerl, Toni du bist ein Fußballgott (Toni, jesteś demonem! Toni, jesteś piłkarskim bogiem!).

## Ostatnie lata życia
Komentował dla niemieckiego radia również mecze mistrzostwa świata w 1958, 1962 i 1966. Jego ostatnia relacja radiowa miała miejsce 30 lipca 1966 podczas finałowego meczu mistrzostw świata, w którym Niemcy na Wembley przegrali z gospodarzami turnieju, Anglikami 2-4.
Ponieważ niemieccy kibice coraz chętniej oglądali mecze w telewizji niż słuchali relacji w radiu, zapowiedział, że następne mistrzostwa świata w 1970 w Meksyku będzie komentował dla stacji telewizyjnej. Tych planów nie zrealizował, gdyż zginął. 11 grudnia 1966 Herbert Zimmermann, który nie był dobrym kierowcą, uległ wypadkowi samochodowemu w Bassum, a w wyniku obrażeń zmarł w szpitalu pięć dni później, 16 grudnia 1966 w Uniwersyteckim Centrum Medycznym Hamburg-Eppendorf.

## Odznaczenia
- Krzyż Żelazny I i II klasy (1941)
- Srebrna Odznaka za Rany (1942)
- Krzyż Rycerski jako kapitan i szef I Pułku Pancernego 36 (5 kwietnia 1945)